# Walnut Grove (Minnesota)
Walnut Grove ist eine Gemeinde im Westen des US-Bundesstaats Minnesota im Redwood County. Das U.S. Census Bureau hat bei der Volkszählung 2020 eine Einwohnerzahl von 751 ermittelt.

## Lage
Walnut Grove befindet sich an der Bahnstrecke sowie der Straße, die von Mankato (Minnesota) nach Pierre (South Dakota) führt. Die Gemeindegemarkung umfasst 2,69 Quadratkilometer. 

## Geschichte
Walnut Grove wurde im Jahre 1870 von Lars Hanson gegründet und ist nach den Walnussbäumen am nahen Plum Creek benannt. 1873 erhielt der Ort eine Schule, 1874 eine Kirche.
In Walnut Grove befindet sich auch eines von zahlreichen Laura-Ingalls-Wilder-Museen. Die Autorin Laura Ingalls Wilder verbrachte ab 1874 einen Teil ihrer Kindheit in diesem Ort und verarbeitete ihre Erinnerungen in dem Buch Laura und ihre Freunde (englischer Titel: On the Banks of Plum Creek), dem dritten Band aus der Buchreihe Unsere kleine Farm. Die an diese Vorlage angelehnte Fernsehserie Unsere kleine Farm (englischer Titel: Little House on the Prairie) spielt weitgehend in Walnut Grove.
Durch die Darstellung bei Laura Ingalls Wilder wurde Walnut Grove zum Inbegriff für eine typische Kleinstadt im Mittleren Westen der USA und hat damit eine vergleichbare Rolle wie der Ort Gopher Prairie bei Sinclair Lewis.

## Bevölkerung
In Walnut Grove leben 178 Familien (Census 2010). 98 Prozent der Bevölkerung sind Weiße, 1 Prozent stammt von pazifischen Inseln, ein knappes weiteres Prozent sind schwarzafrikanischer Abstammung. Das jährliche Pro-Kopf-Einkommen beträgt 15.637 US-Dollar. 9,6 Prozent der Einwohner leben unterhalb der Armutsgrenze.